# Мёллер, Жанетт
Жанетт Мёллер (швед. Jeanette Möller, урождённая Holmlund; 1825—1872) — шведская художница.

## Биография
Родилась 5 января 1825 года в Стокгольме в семье купца Нильса Холмлунда (Nils Holmlund) и его жены Иоганны Хелены Торсслоу (Johanna Helena Torsslow).
В 1849 году Жанетт стала одной из четырех учениц, которым было предоставлено исключительная возможность для обучения в Королевской академии свободных искусств, которая в то время была закрыта для девушек. В числе остальных учениц были: Амалия Линдегрен, Агнес Бёрйесон и Леа Альборн. Затем она училась в 1851—1854 годах в Париже и здесь же брала уроки у Бенджамина Вотье, представителя Дюссельдорфской школы живописи, работавшего в Париже в эти годы.
По возвращении в Стокгольм она основала и управляла художественной студией для учениц. С 1858 года она проводила своё время между Швецией (Стокгольм) и Германией (Дюссельдорф). В 1861 году Жанетт Мёллер поступила на работу в Королевскую академию свободных искусств.
Умерла 25 марта 1872 года в Дюссельдорфе.
Жанетт Мёллер была жанровой художницей. Ее работы можно увидеть в Национальном музее Швеции и Гётеборгском художественном музее.

### Личная жизнь
В 1860 году Жанетт Мёллер вышла замуж за норвежского художника Нильса Мёллера. Их дочь Ингеборг Мёллер (Ingeborg (Johanna) Björnson Möller), родившаяся в 1870 году, была замужем за шведским экономистом Карлом Густавом Касселем.